# Lammassaari (ö i Södra Österbotten, Kuusiokunnat)
Lammassaari är en ö i Finland. Den ligger i sjön Pitkäjärvi och i kommunen Alavo i den ekonomiska regionen  Kuusiokunnat  och landskapet Södra Österbotten, i den centrala delen av landet, 290 km norr om huvudstaden Helsingfors. Öns area är omkring 420 kvadratmeter och dess största längd är 40 meter i sydöst-nordvästlig riktning.